# Ratingen
Ratingen je město v německé spolkové zemi Severní Porýní-Vestfálsko. Je největším městem zemského okresu Mettmann ve vládním obvodu Düsseldorf. Od Düsseldorfu, hlavního města spolkové země, je vzdálen přibližně 12 km severovýchodním směrem. V roce 2011 zde žilo téměř 87 tisíc obyvatel.
V současné podobě je Ratingen výsledkem regionální reformy z roku 1975, kdy k němu byly přičleněny samostatné obce Breitscheid, Eggerscheidt, Hösel, Lintorf a Homberg-Meiersberg. Počet obyvatel města rostl pomalu. Ve středověku zde žilo jen několik tisíc obyvatel. Po druhé světové válce měl Ratingen přibližně 25 tisíc obyvatel a v roce 1973 to bylo již přes 52 tisíc obyvatel. Připojením několika okolních obcí vzrostla populace na hodnotu přes 85 tisíc obyvatel. Ratingen leží v blízkosti několika dalších měst, mezi něž patří hlavní město spolkové země Düsseldorf, dále města Duisburg, Mülheim an der Ruhr, Essen, Heiligenhaus, Wülfrath a Mettmann. Současně tvoří také součást historického vévodství Berg a regionu Bergisches Land.

## Partnerská města
- Maubeuge, Francie (od roku 1958)
- Le Quesnoy, Francie (od roku 1963)
- Blyth Valley, Spojené království (od roku 1967)
- Vermillion, Jižní Dakota, Spojené státy americké (od roku 1969)
- Kokkola, Finsko (od roku 1989)
- Beelitz, Braniborsko, Německo (od roku 1990)
- Gagarin, Rusko (od roku 1998)
- Wu-si, Čína (od roku 2007)

## Galerie

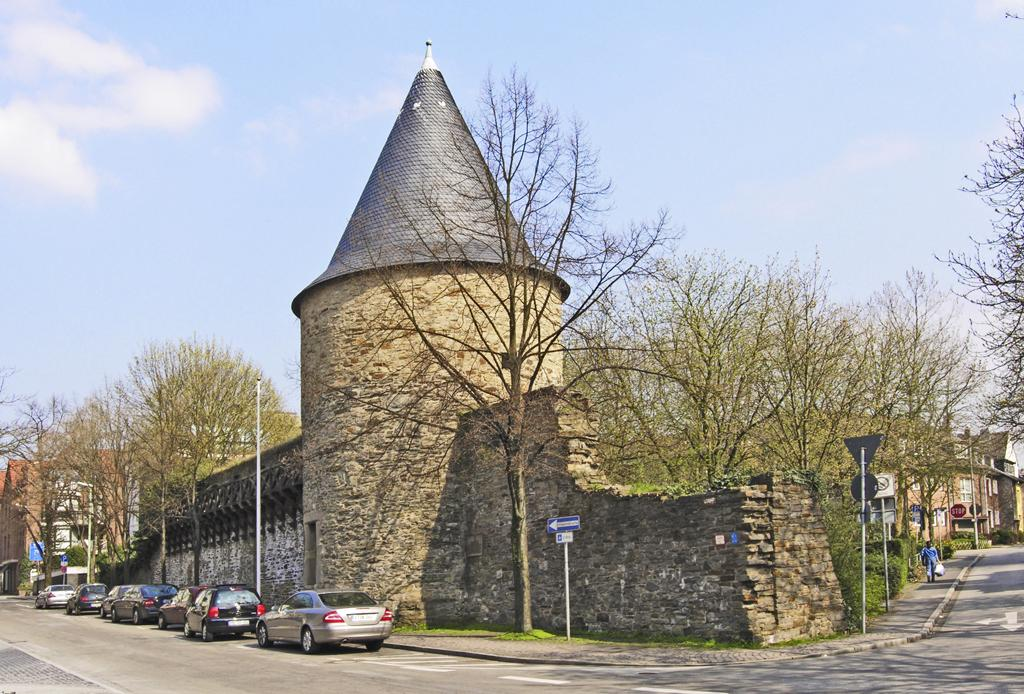
Městské opevnění
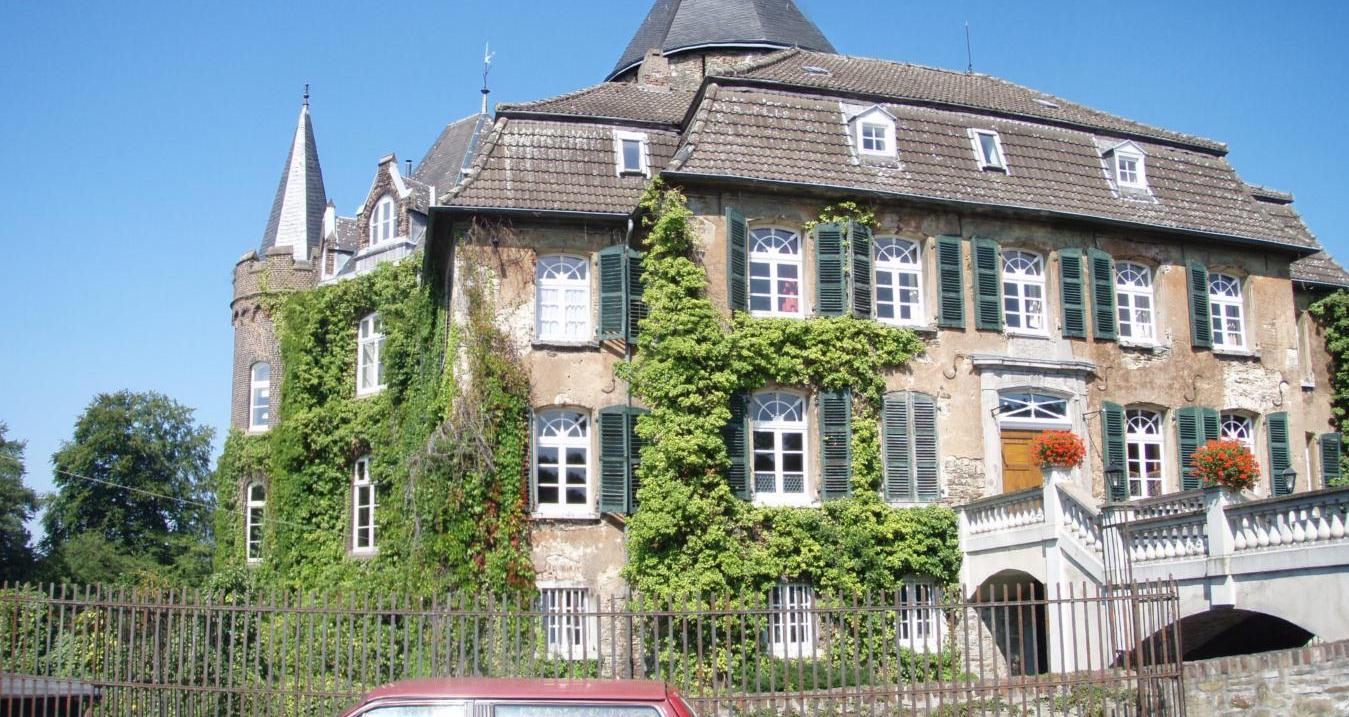
Zámek Linnep
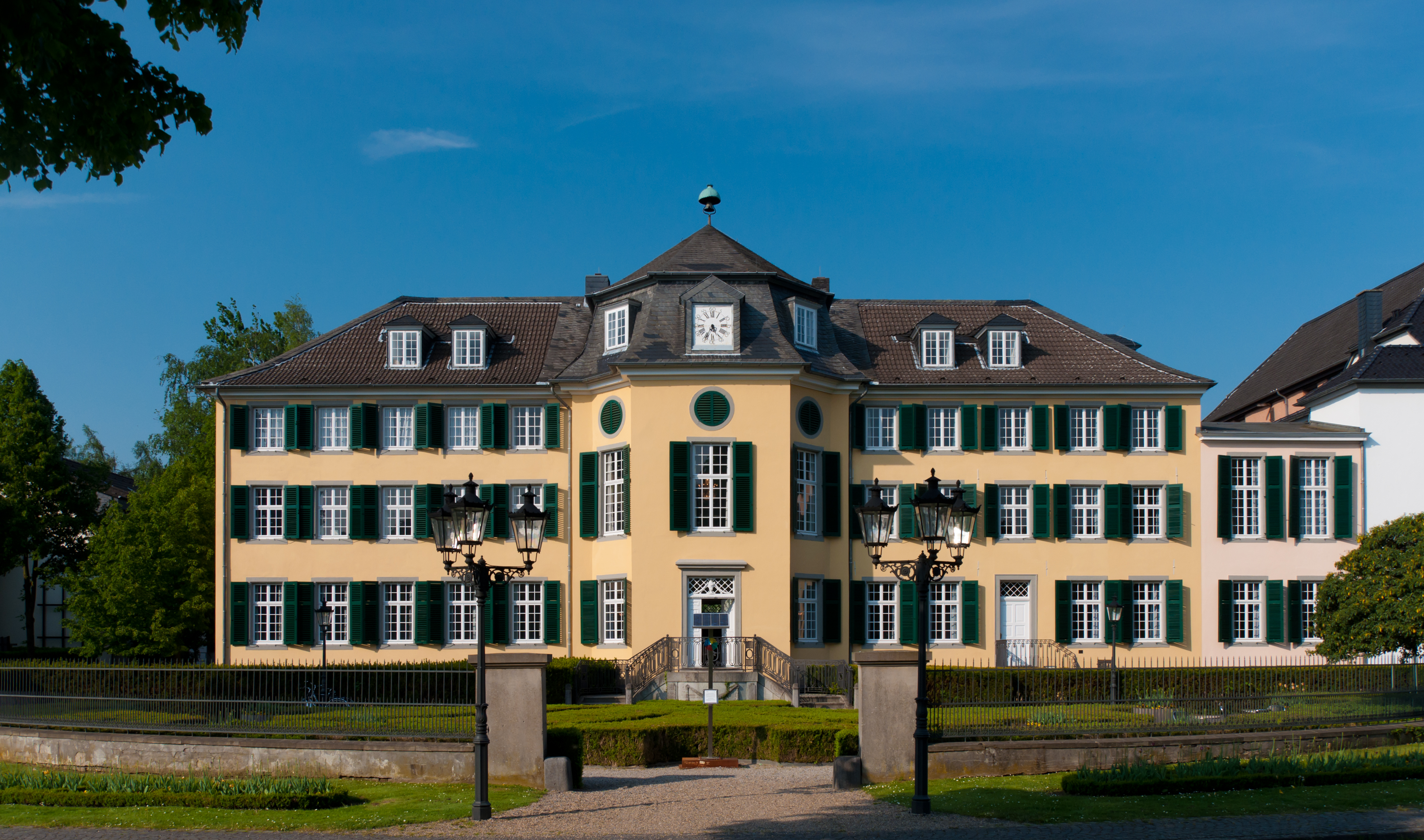
Textilní továrna Cromford
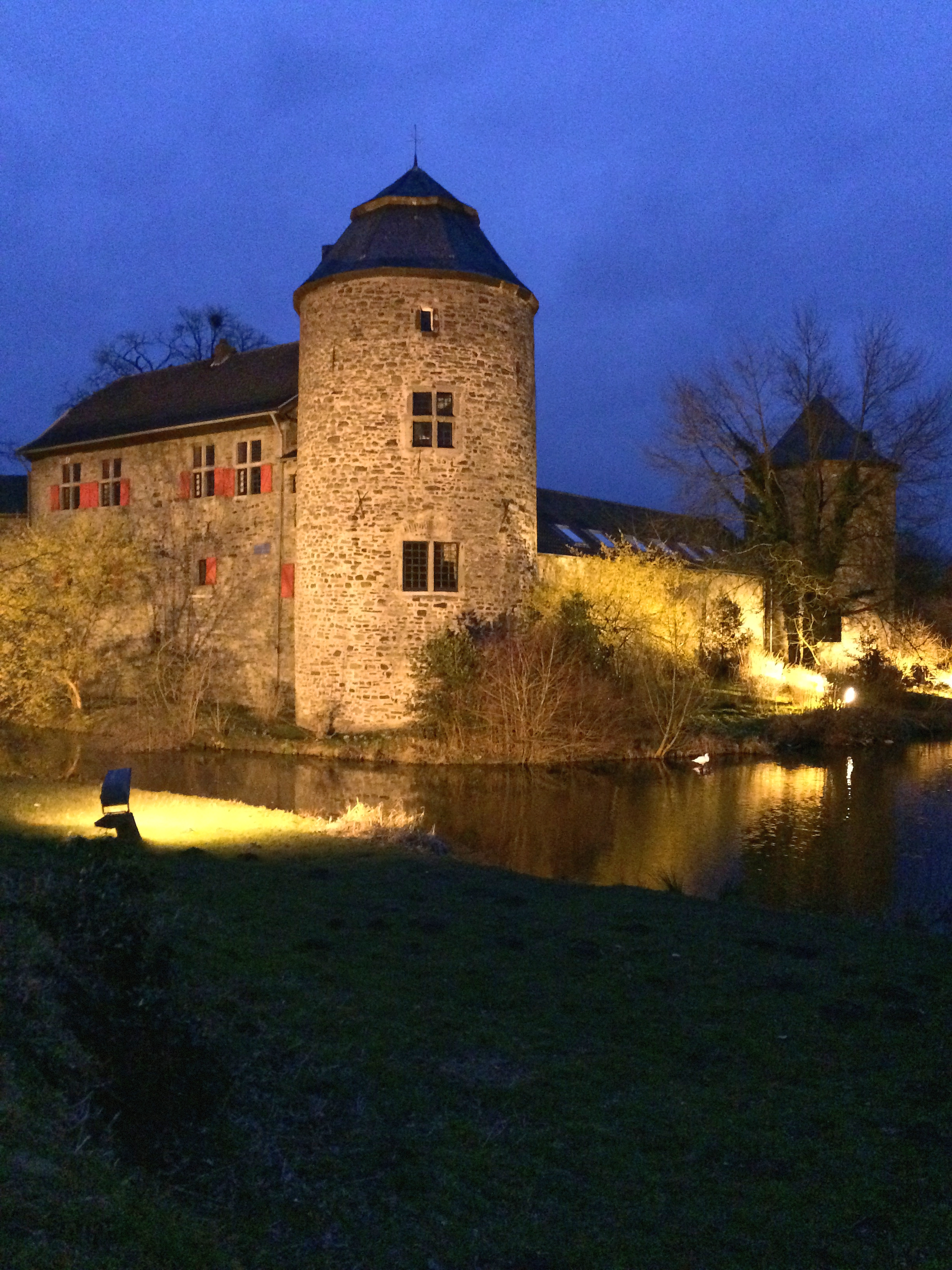
Water-Castle "Haus zum Haus"